# Ogasawarana habei
Ogasawarana habei és una espècie de gastròpode eupulmonat terrestre de la família Helicinidae.

## Distribució geogràfica
És un endemisme de les illes Ogasawara (el Japó).